# 기상

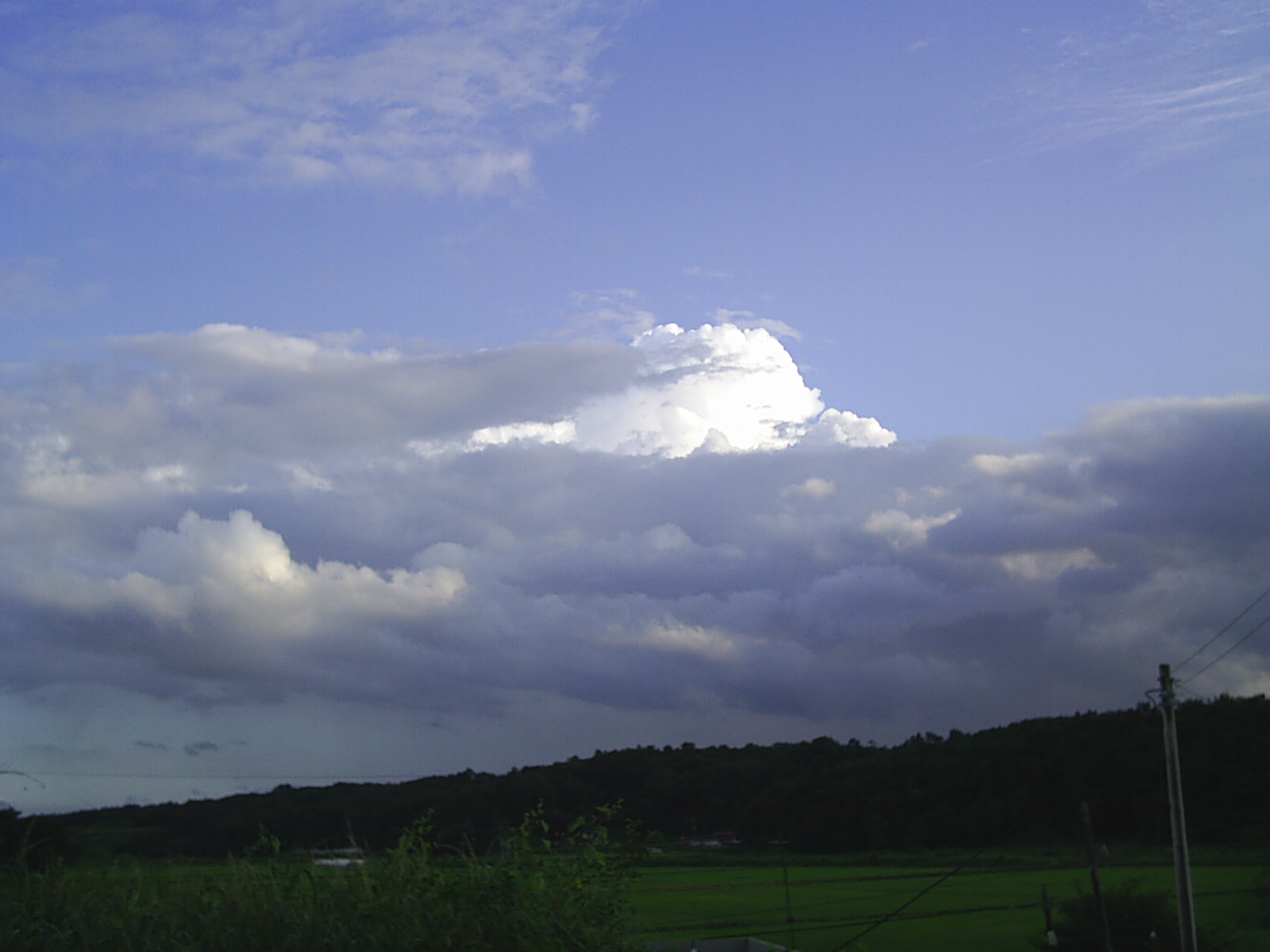
기상 현상 중의 하나인 구름(적란운)

기상(氣象)은 강수, 바람, 구름 등 대기 중에서 일어나는 각종 물리적인 현상을 통틀어 이르는 말이다. 대기 현상과는 달리 태풍, 구름 등의 대규모 현상도 포함한다. '날씨'(문화어: 날거리, 일세)나 '일기'(日氣)와 같은 의미로 쓰이기도 하나, 날씨 또는 일기(日氣)는 그날그날의 기상 상태를 일컫는 말로, 엄밀히 말하면 다른 의미이다. 최근에는 다른 행성에 대한 연구가 활발해지면서 지구 외의 천체의 대기도 기상의 범주에 포함하게 되었지만, 기상이라고 하면 보통 지구 내의 기상을 의미한다.
이 용어는 짧은 기간(몇 시간, 오후에 걸친 현상을 일컫는 것이 보통이다. 그에 비해 기후는 오랜 기간에 걸친 평균적인 대기 상태를 일컫는다.
지구의 대기는 1000km 이상까지 존재하고 있어 어디까지를 대기로 보는가에 따라 기상의 범위가 달라지게 되지만, 일반적으로 구름, 강수 등의 대부분의 기상 현상은 대기의 가장 하층인 대류권에서 일어난다.
기상의 관측은 높이에 따라 지상에서는 우량계, 적설계, 레이다 등을 이용하며, 고층에서는 인공위성, 라디오존데 등을 이용한다.

## 기상 현상의 분류
세계기상기구는 기상 현상을 기상 관측에 따라 4가지로 나눈다.
- 대기 중의 물 현상 : 대기 중에서 물 또는 얼음 입자들이 대기 중에서 정지, 이동, 또는 지면이나 지상의 물체에 붙어 있는 것을 의미한다. 대기 중의 물 현상에는 비, 눈, 우박, 안개, 박무, 서리, 서릿발, 용오름 등이 있다.

- 대기 중의 먼지 현상 : 대기 중에서 물이나 얼음 입자가 거의 없는 고체 입자들이 정지, 또는 이동하는 것을 의미한다. 황사, 연무, 연기 등이 있다.

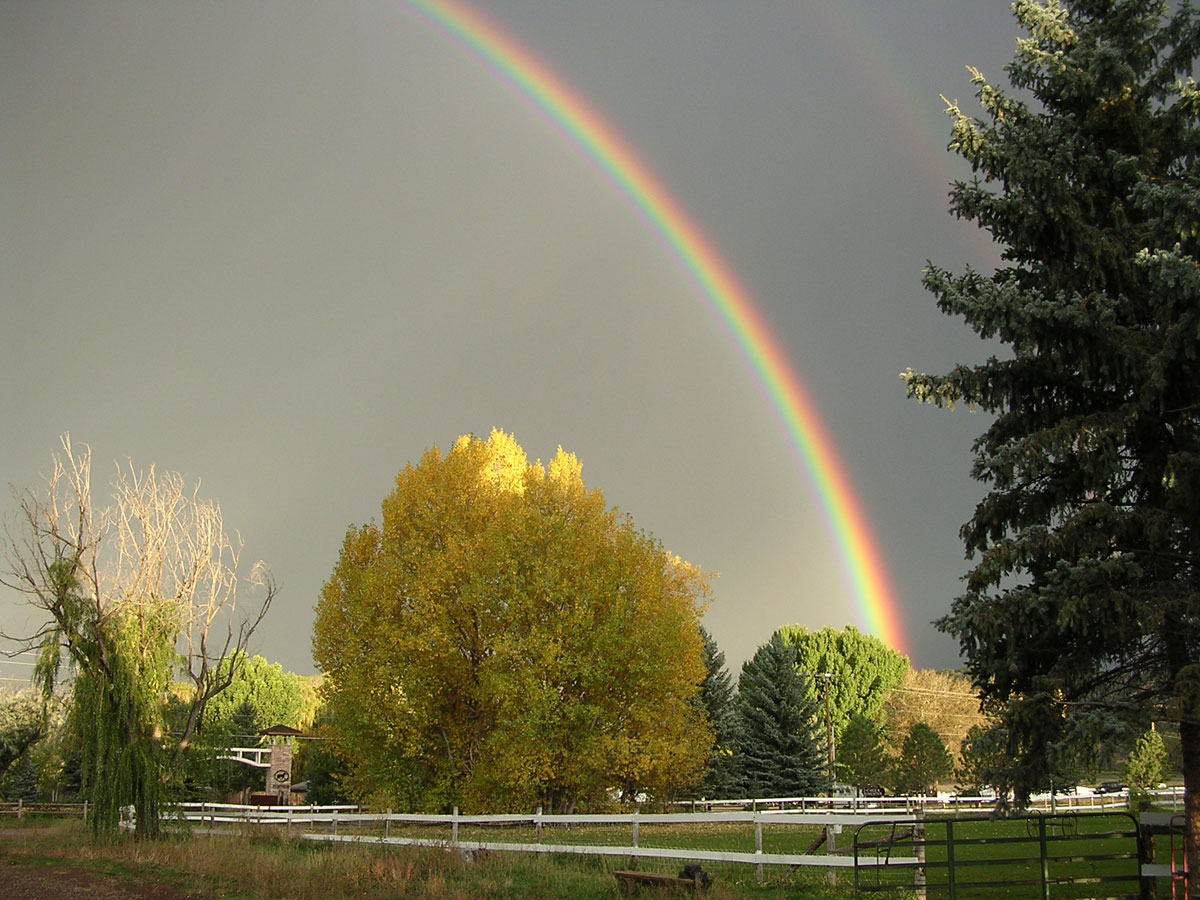
무지개

- 대기 중의 빛 현상 : 대기 중에서 빛의 반사, 굴절, 회절, 간섭에 의해서 생기는 광학적인 현상을 의미한다. 대기 중의 빛 현상에는 무리, 코로나, 채운, 무지개, 신기루, 아지랑이, 노을 등이 있다.

- 대기 중의 전기 현상 : 대기 중에서 일어나는 전기적 현상을 말한다. 대기 중의 전기 현상에는 번개, 세인트 엘모의 불, 오로라 등이 있다.

## 기상 관측
기상 관측(氣象觀測)은 대기 중의 기온, 기압 등의 기상 요소를 측정하고 강수, 구름 등 기상 현상을 관측하는 것을 말한다. 기상 관측이라고 하면 일반적으로 지구 내에서의 관측을 뜻한다. 대기는 그 넓이나 높이가 방대하기 때문에 여러 장소에서의 관측이 필요하다. 이에, 높이에 따라 지면·고층·초고층 기상 관측으로, 장소에 따라 지상·해상·산악 기상 관측 등으로 나뉜다. 또한 특수한 목적을 위한 관측으로서 농업·항공·수문 기상 관측 등이 있다.

## 일기예보
날씨 예보 또는 일기예보는 미래와 특정 위치의 대기 상태를 예측하는 용어이자 과학 응용이다. 인류는 적어도 공식적으로는 19세기부터, 비공식적으로는 천 년에 걸쳐 날씨 예측을 시도해왔다. 날씨 예보는 대기의 현 상태에 대한 양적인 자료를 수집하고 대기 과정의 과학적 이해를 동반함으로써 대기가 어떻게 바뀔지를 보여준다.

## 날씨의 변화
날씨의 변화를 크게 나누면 공간적 변화와 시간적 변화로 분류한다.  공간적 변화의 복잡성은 기상의 특성임과 동시에 일기예보의 어려운 점의 한 원인으로 들 수 있다. 예를 들면, 300km마다 관측소를 두고 관측하는 기상은 크기가 300km 이상 되는 규모의 기상 현상이다. 다음으로 같은 구역을 50km마다 관측소를 설치하고 관측하면 규모가 300km 이하 되는 현상도 알 수 있다. 전자(前者)에 의하여는 전선(前線)이 식별되며 후자에 의하여는 국지적으로 발생하는 집중 호우를 관측할 수가 있다. 더욱 조밀한 관측망을 설치하면 더 한층 규모가 작은 일기현상을 알 수 있다. 따라서 어느날의 서울의 날씨는 흐리다고 예보하여도, 위치에 따라서 맑거나 비가 오거나 하는 것은 대규모의 기상현상 속에 소규모의 현상이 혼합되어 산재하고 있기 때문이다.  이들 현상이 계속되는 시간은 규모가 작을수록 짧다. 보통 개개의 구름 덩어리일 때는 불과 몇 분 이하이나 고·저기압 정도의 규모이면 수일 정도이다. 지구의 크기만한 규모의 현상은 수개월, 즉 계절 변화에 상당하며, 매년의 계절 변동이 기후의 변화이다.

### 날씨의 시간 변화
날씨에는 일년을 주기로 하는 연(年)변화, 즉 계절의 변화가 있다. 그리고 같은 계절에도 수십일에서부터 수일 정도의 간격으로 파상적인 변화를 한다. 종종 일요일마다 비가 오게 되는 공교로운 현상도 이와 같은 예라 할 수 있겠다.  일기의 변화에는 주기적인 변화와 비(非)주기적인 변화가 있다. 과거 수십년 동안의 매일의 일기를 분류하여 통계를 내 보면 어떤 특정일에는 우연이라고는 생각할 수 없는 확률로 특이한 일기가 나타난다. 이와 같은 날을 특이일(特異日)이라 한다.

## 구글 날씨에서의 날씨 분류
비
- 광역성 소나기
- 소나기
- 한때 소나기
- 비온 후 흐림
- 흐리고 한때 비
- 흐리고 때때로 비
- 비
- 이슬비
- 이슬비(약함)
- 소나기(약함)
- 폭우
- 비바람
- 찬비
- *찬 이슬비

천둥, 번개
- 광역성 뇌우
- 강우(천둥, 번개 동반)
- 국지성 뇌우
- 뇌우(약함)
- 뇌우(약함, 비 동반)
- 뇌우(강함)

눈
- 광역성 눈보라
- 소낙눈
- 한때 폭설
- 눈
- 비와 눈
- 약한 눈
- 눈(약함)
- 눈(낮게 날림)
- 싸락눈

흐림
- 대체로 흐림
- 흐림
- 오전에 맑은 후 저녁에 흐림

구름
- 구름조금

맑음
- 맑으나 때때로 구름
- 대체로 맑음
- 맑음

기타
- 진눈깨비
- 바람
- 안개

우박
- 우박
- 싸락우박

## 기상과 생활
과학이 생기기 오래 전부터 인간은 하늘을 주시했고 계절의 특징을 주목하였을 뿐만 아니라 일기변화(日氣變化)에 따라 그들의 활동을 조정하려고 노력하여 왔다.  그리하여 인간은 오랜 역사 동안에 기상(氣象)을 교묘하게 이용하여 왔으나 그 이용은 공기의 움직임, 즉 바람을 이용해 지표면(地表面)의 물을 이용한 경우 등이 있었는데 후자는 농업을 위한 관개(灌漑)가 주된 것이다.  그러나 이와 반대로 인간은 현재에도 기상재해(氣象災害)의 영향을 부단히 받고 있어 완전하게 기상의 영향을 제어하였다고는 볼 수 없다.  과학의 발전과 더불어 기상학(氣象學)의 진보도 현저한 바가 있으나 최근의 기상계의 동향은 생활화를 위한 기상의 발전에 더욱 주력하고 있다. 태풍(台風)에 대한 인간의 도전은 불과 10년 전만 하더라도 태풍의 인공제어(人工制御)는 불가능하다는 생각이 지배적이었고 또한 이러한 문제에는 무리한 점이 있는 것 같았으나, 태풍의 영향으로 막대한 피해를 입고 있는 선진국들은 계속 연구를 거듭하여 불원간에 태평양에서 태풍에 대한 인공조절실험(人工調節實驗)을 실시할 구체적인 계획이 진행되고 있다.  태풍 제어 연구를 위해 하루 속히 해결하여야 할 문제점으로서는 다음과 같은 것이 있다.   첫째 태풍 제어가 가능한가, 또는 만일 가능하다면 어떠한 조건에서 실시하는가, 둘째 인공빙정핵(人工氷晶核)이 과연 이상적 장소에서 효과를 나타낼 것인가, 셋째 어떤 방법으로 실험을 하면 실험의 영향과 자연변화(自然變化)를 구별할 수 있는가, 넷째 태풍에 의한 바람 피해와 고조·이동(移動)에 대한 제어 효과가 어떤 결과를 가져올 것인가 등이 그것이다.   이에 대한 의문을 해소하기 위해서는 다음과 같은 연구에 노력을 기울이고 있다.  첫째 이론적 태풍모형의 개량, 둘째 시딩을 한 것과 하지 않았던 것에 대해 태풍 속에서 일어나는 자연변화와 인공변화를 식별(識別)하기 위한 연구, 셋째 운(蕓)물리학적 연구, 넷째 태풍조절 실험의 실시, 다섯째 새로운 실험법(實驗法)과 인공빙정핵(人工氷晶核)의 시험 등이 그것이다.  그러나 태풍 실험에서 이제까지의 안전 기준은 시딩 후 24시간 이내에 중심이 거주자(居住者)가 있는 육지에서 50마일 이내에 접근하는 확률이 10% 이하라고 예보된 것을 대상으로 한다는 것이다.   그러나 이렇게 되면 좀처럼 실험할 기회가 나타나지 않으므로 24시간 이내를 18시간 이내로 개정하도록 하였다. 그래도 기회는 그렇게 많지 않다고 생각된다.  실험지역은 열대성(熱帶性) 폭풍의 발생 빈도가 매우 많은 태평양 서부로 이동하려는 계획이 수립되고 있다. 대서양에서의 실험은 1970년까지 3개의 태풍에 대해서 시딩을 실시하였는데 여러 가지 불리한 조건(새 기지의 건설·비용의 증대 등)에도 불구하고 이를 태평양으로 이동하려는 이유는 안전기준에 해당되고 실험 대상이 되는 열대성 폭풍의 수가 태평양 서부에서는 연평균 6개여서 대서양의 연평균 2개보다 훨씬 많기 때문이다. 그러나 안전기준에 해당된다고 해서 반드시 실험이 실시되는 것은 아니다.  지금까지 행한 실험은 태풍의 중심 부근의 풍속을 약화시킨다는 것이었다. 연구 결과로는 풍속의 6승(乘)에 비례하여 피해는 증가한다는 것이므로, 태풍 자체를 약화시키지 않고서도 중심 부근의 최대풍속을 10%만 약화시키더라도 피해액은 수백만 달러 이상 감소시킬 수 있다고 추정하고 있다.  그러나 이 실험 안에는 여러 가지 사회적인 문제가 내포되고 있다. 만일 실험 대상이 된 태풍이 어느 나라에 상륙 또는 접근하여 재해가 있었다면 세상에서는 실험의 영향으로 이런 결과를 빚었다고 할 수도 있을 것이고 또한 태풍의 인공제어(人工制御)가 수자원(水資源)에 영향을 주게 되는 것도 고려하지 않을 수 없다는 것이다.  태풍의 인공조절 실험이 과학적으로 큰 뜻이 있음은 다시 말할 필요가 없고, 일면 사회적 문제가 내포되고 있기는 하나 재해의 발생을 미연에 방지하기 위한 인공적인 제어는 옛날부터 인류의 꿈이었고 인공제어를 추진하는 과학자들의 당연한 과제이다.  기상조절(氣象調節)에는 현재의 과학기술의 수준이나 사회기구 면에서 현시점에서는 불가능할지도 모르지만 장래는 가능할 것으로 생각되는 문제가 더러는 있다고 본다.  기상학 연구의 궁극적인 목적이 완전한 일기예보에도 있겠지만, 오늘날에 와서는 기상 조절이라고 말하여도 과언은 아닐 것이다.   이러한 제어를 더욱 확고하게 하기 위하여 가장 먼저 선행되어야 할 조건으로서는 기상의 실태를 더욱 잘 이해하고 파악하는 데 있다고 본다.

### 도시의 기상
도시의 기상은 여러 가지 요인으로 인해 기온·습도·강수량·바람 등이 여타의 자연지역과는 다른 특별한 현상을 나타내는 수가 많다.
도심지에서는 공장의 매연, 자동차 배기가스 등의 이유로 대기오염이 심해지고 있다. 또, 도심지에서는 교외에 비하여 여름·겨울 모두 기온이 2°∼3°가량 높다. 그 원인으로서는 연소설, 연무층에 의한 냉각의 방지, 건물에 의한 기류의 요란, 건물이나 도로를 만들 때 사용된 물질(예를 들면 아스팔트)이 자연물과 다르기 때문에 일어나는 영향 등을 생각할 수 있다.
빗방울의 핵이 되는 응결핵이 도시에는 많기 때문에 강수량은 어느 정도 많고 안개 일수도 현저히 줄었다. 건물 등의 영향 때문에 바람은 약해진다. 약해지는 정도는 60∼80%이다. 온도와는 반대로 습도는 현저히 감소되어 도시에서는 건조하다.

### 기상과 건강
인간이 환경의 영향을 무시하고 생활하기란 너무 귀찮다. 사회적·역사적 환경을 살펴볼 때 인간을 둘러싼 대기의 물리적 환경, 즉 기상은 인간의 건강이나 생활 전반에 커다란 영향을 미치고 있다.   기후·기상 및 이들의 변화와 인체, 인체의 생리현상, 병적 과정과의 관련은 예부터 알려져 있던 것으로서 일찍이 원시 미개인이 지구상에서 생활을 시작한 이래 인류의 지식의 공유물로 되어 있었을 것이다.  사실 기원전 약 500년에 그리스의 역사가 헤로도투스(Herdotus)가 기상과 기후가 병을 일으키는 하나의 원인이 된다는 생각을 기록한 사실이 나타나 있는 바와 같이 기상과 생체, 특히 기상과 병적(病的) 과정과의 관련은 인류의 역사와 함께 인식되어 온 것이다.
오늘날 기상이 인체에 미치는 영향 중에서 기상병(氣象病)을 일으키는 대기의 물리적 요인으로서의 전선(前線), 특히 한랭전선과 푄(F  hn)현상 등을 들 수 있다.  기상병의 최대의 특징은 기온이나 습도·기압의 변화와 같은 개개의 기상요소의 변화만 가지고는 설명되지 않는다는 점이다. 물론 기온의 상승·하강으로 인하여 발생하는 질환으로서는 상승에 의한 열사병과 일사병이 있고, 하강에 의한 것은 동창(凍瘡)·동상·동사(凍司) 등이 있다. 또 기압의 하강으로 인한 것은 고산병(高山病)이 있다. 그러나 이러한 질환의 경우에는 해당 기상 요소의 이상치(異常値)가 일정시간 이상 인체에 작용하고, 이에 대한 인체의 생리적 반응의 한계를 넘어서 적응할 수 없을 때에 생긴다.  이와 같이 기상병이라 일컫는 일련의 질병의 경우에는 대기현상·기상조건의 변동 자체가 질병의 진행을 돕는 조건도 되고 때로는 외형상의 발병의 원인이 되어 질병의 변화의 제한 인자로 된다. 따라서 한두 가지의 기상요소의 변동과 기상병의 발생을 결부시키기는 어렵다.
인체는 외부에서 어떤 충격을 받게 되어도 그 기능을 자동적으로 정상상태로 유지할 수 있는 능력을 가지고 있다.  체내의 운동은 자율신경계와 내분비계의 조절작용에 의하여 이루어지고 있다.   자율신경계에 의한 조절은 한랭한 경우에는 혈관을 수축시켜 몸의 열을 외부로 빼앗기는 것을 방지하는 동시에 땀이 나오지 않게 하고 반대로 따뜻할 경우에는 혈관을 확장시켜서 열을 발산하고 땀이 많이 나오게 된다. 체내의 열수지(熱收支)는 주로 이와 같은 증발·복사 과정을 이루고 있기 때문에 자율신경의 조절작용은 체온 조절에 대하여 말한다면 물리적 과정이라고 할 수 있다.  이에 대해서 내분비계의 조절작용은 자율신경계에 비해서 발생학적으로는 보다 초기에서 발달한 것이므로, 일부의 호르몬이 혈관을 돌아서 간장(肝臟)·근육·신장(腎臟)·뇌 또는 지방(脂肪)조직에 도달하여 그 곳에서 물질 대사를 왕성하게 하고 체내에 열생산을 증대시킨다.   이와 같은 경우에는 호르몬이라는 화학물질이 특정 장기(臟器)에서의 생화학적 과정 및 신진대사 속도를 억제하고 있으므로 화학적 조절 과정이라 할 수 있다.

## 중요성
농촌에서는 우박으로 작물이 손상을 입거나, 가뭄 홍수 등이 내리면 한해 농사를 망친다. 어촌은 태풍이 불거나 심하게 비가 내리면 움직이지 못해서 고기를 못잡고 출항을 하더라도 선원의 생명이 위험해진다. 산촌은 큰 눈이 내리면 쉽게 움직이기 어려워 가축들을 돌보지 못한다. 또 산촌은 산사태가 일어나면 마을이 고립될 수 있고 심지어 큰 돌이 떨어지면 산촌에 사는 사람의 생명도 위험해진다.

### 기상의 이용

#### 기상의 제어 및 변형
변형이라 하는 것은 모양을 바꾼다는 뜻임은 말할 것도 없으나, 제어는 이것을 마음먹은 대로의 형태로 바꾼다는 것이다.  태풍 부근에서 수소폭탄의 실험을 한다면 확실히 태풍에 어떤 영향을 줄 것이지만, 에너지가 부가되므로 오히려 태풍이 발달할지도 모른다. 이렇게 되면 목적한 바와 같은 태풍의 약화는 생각할 수 없게 된다. 무엇인가 실험을 하여 태풍에 약간의 변형이 일어나면, 이것으로 태풍의 제어가 되었다고 말할 수 있을지도 모르나, 이것은 전혀 잘못 생각한 것으로서 현상에 대한 원인을 충분히 그리고 명백하게 인식하지 못하면 제어 같은 것은 할 수가 없다. 현재 세계의 기후를 대규모로 변화시키는 방법으로서는 다음과 같은 것을 생각할 수 있다.
1. 지구의 방사능(태양으로부터의 방사선을 되돌려 보내는 작용)을 변화시키는 것. 그 방법으로서는, 첫째, 광대한 해면을 흰 거품으로 덮는 방법, 둘째, 모래(사막)나 극지방의 눈 덮인 곳을 검게 하는 방법, 셋째, 수적(水滴)의 응결핵을 사용하여 적설량을 변화시키는 방법, 넷째, 초고층에 태양광선을 반사시키는 먼지 등을 살포하는 방법 등을 고려할 수 있다.
2. 바다의 표면에 단분자(單分子)막을 형성시켜 증발을 억제한다.
3. 효과는 비교적 좁은 지역에 한하지만, 간척, 또는 간척과 반대로 저지대와 좁은 해협을 매몰하여 해륙의 분포를 변화시킨다.
4. 원자폭탄을 이용하여 산골짜기를 만들고 산의 모양을 변화시킨다.
5. 바다에 제방을 쌓아 해류의 방향을 변화시킨다.
6. 인공강우에 의해 강수현상을 변화시킨다.

소규모적으로 기상을 변하게 하는 방법으로서는 의복과 주거(住居)에 의한 기상의 변형, 주로 농업을 경영하기 위한 기상의 변화가 있을 수 있다.
의복과 주거
가장 소규모적으로 행하는 기상의 조절은 의복에 의한 것이다. 예를 들면, 외계의 기온의 변화가 있을 경우 이에 따른 피부온도의 변화는 의복을 걸친 부분은 노출된(손이나 머리 등) 부분의 ½ 정도이다. 의복에 의한 기상조절 작업에는 보온작용·증발촉진작용·환기(換氣)작용의 세가지가 있다. 의복에 의한 기상의 조절을 더욱 큰 규모로 발전시킨 것이 주거(住居)의 형태이다. 주거에 의하여 좁은 공간에 외계의 비·햇빛·바람 등으로부터 독립된 상태를 만들 수 있으나, 외계로부터 차단된 상태에 따라서 외계에 의존하는 정도도 달라지게 된다. 외계에서 차단된 공간 안에서는, 독특한 기류나 온도 분포를 만들어 주거 내에서 쾌적하게 살아갈 수 있도록 하기 위하여 주거의 상태를 가끔 변화시키는 것도 한 방법일 것이다.
영농을 위한 기상개조
영농(營農)을 위한 경우에는 여러 가지의 변형이 있는데, 예를 들면 ① 방풍림 ② 보온절충 못자리와 같은 좁은 공간의 온도 상승 ③ 관개수온(水溫)의 상승 ④ 서리해대책 ⑤ 인공융설(融雪) 등이 있다.

## 같이 보기
- 기후
- 구름
- 기상 예보
- 기상청
- 기압
- 바람
- 기상학
- 일기 예보